# Mikel Olaetxea Balerdi
Mikel Olaetxea Balerdi, (Lizarza, Guipúzcoa, 10 de febrero de 1985) es un exjugador español de pelota vasca en la modalidad de mano que jugaba en la posición de delantero.

## Final del manomanista de 2.ª Categoría
| Año  | Campeón  | Subcampeón | Tanteo | Frontón  |
| ---- | -------- | ---------- | ------ | -------- |
| 2011 | Olaetxea | Merino     | 22-18  | Adarraga |

## Final del 4 y medio de 2.ª Categoría
| Año  | Campeón  | Subcampeón | Tanteo | Frontón  |
| ---- | -------- | ---------- | ------ | -------- |
| 2008 | Olaetxea | Mendizabal | 22-21  | Beotibar |

## Final del parejas de 2.ª Categoría
| Año  | Campeones       | Subcampeones | Tanteo | Frontón  |
| ---- | --------------- | ------------ | ------ | -------- |
| 2011 | Olaetxea-Albisu | Gorka-Merino | 22-16  | Beotibar |